# The Blues Won't Go Away
The Blues Won't Go Away è il primo album discografico come solista del chitarrista italiano (ed ex componente delle Le Orme) Tolo Marton, pubblicato dall'etichetta discografica V.T.M. Records nel 1981.

## Tracce
Brani composti da Tolo Marton
Lato A
1. Wake Up, You've Dreamed Enough – 4:15
2. Black Day of My Week – 4:20

Lato B
1. I'm Waiting for Something – 2:55
2. Nothin' Right Nothin' Wrong – 4:25

## Musicisti
- Tolo Marton - voce, chitarre, basso
- Fabio Sorti - batteria
- Sergio De Nardi - tastiere (eccetto brano: Wake Up, You've Dreamed Enough)

Note aggiuntive
- Tolo Marton - produttore, arrangiamenti, composizioni, missaggi
- Registrazioni effettuate negli studi Harmony di Treviso (Italia) nel giugno 1981
- Sandro Franchin - tecnico del suono, missaggi
- Ruggero Ruggieri - fotografia copertina frontale album
- Paolo Marton - fotografia retrocopertina album e stampe